# Awty International School

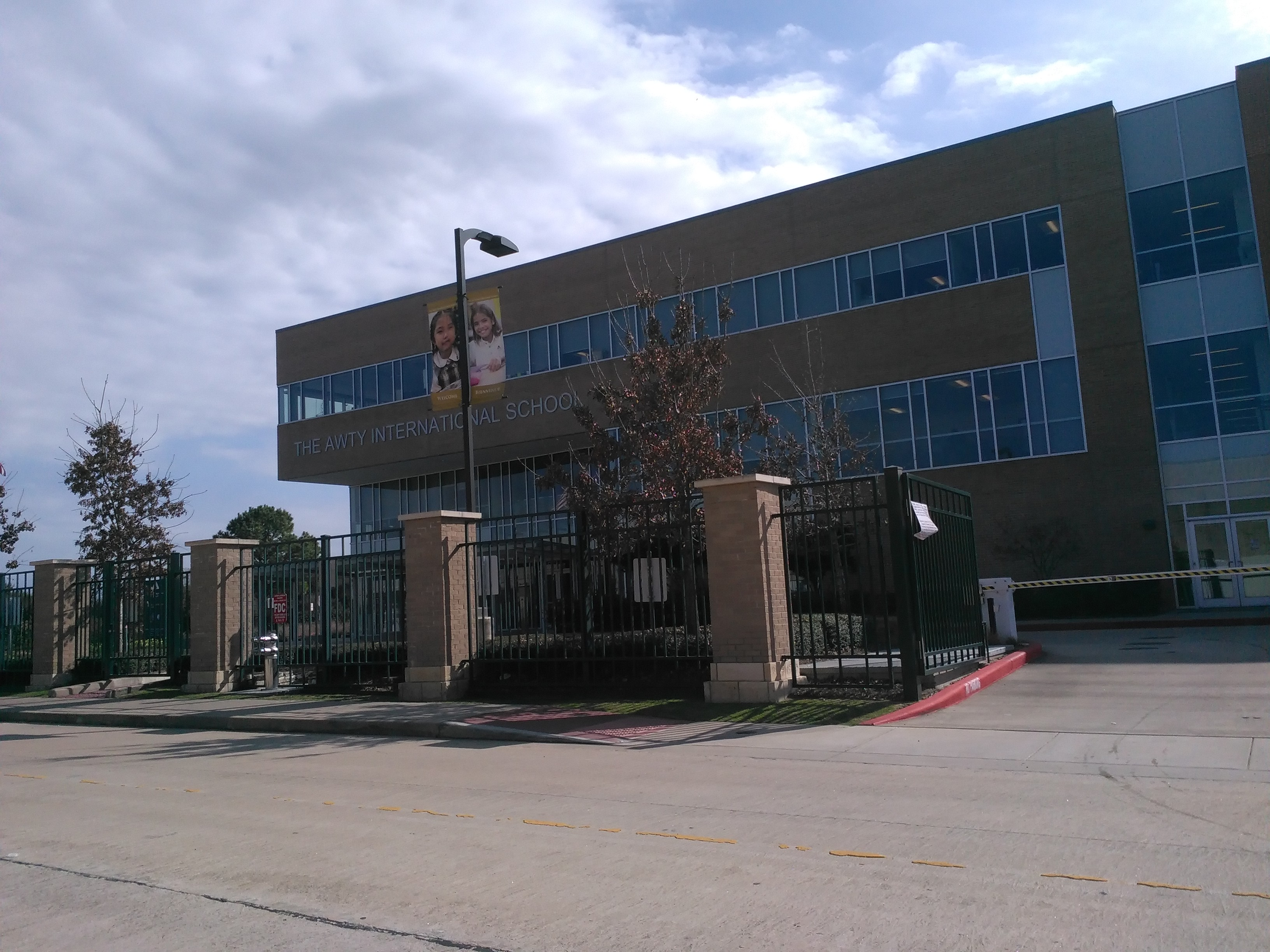
Awty School

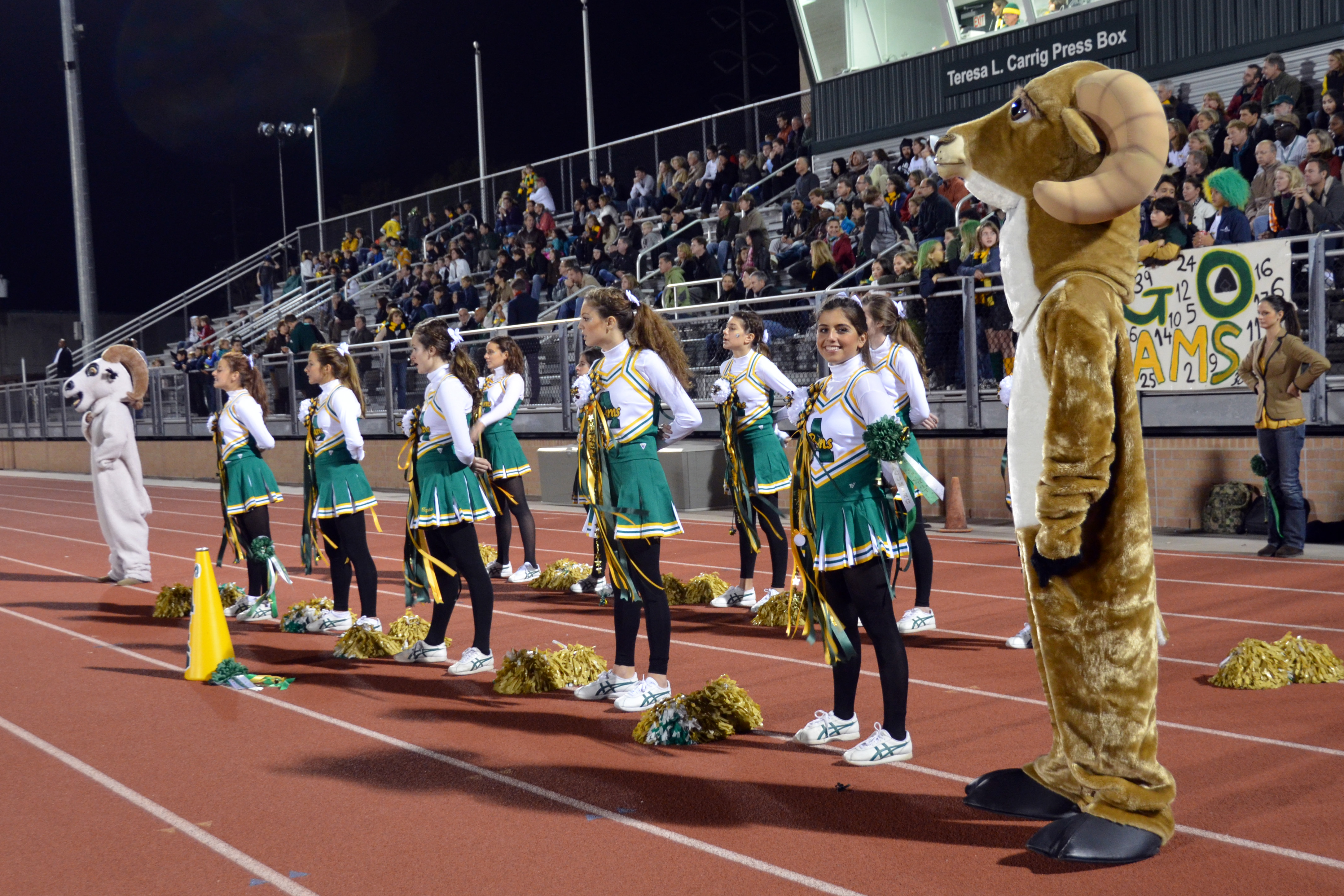
Cheerleaders en mascotte van de Awty International School

De Awty International School is een internationale school in de Verenigde Staten. Het is een privéschool in Spring Branch, Houston, Texas voor leerlingen tot en met achttien jaar.

## Algemene Informatie
De school werd in 1956 opgericht door Kathleen Awty als crèche. De toevoeging van een lagere en een middelbare school vond plaats in 1975 en veranderde de school in een instituut met een highschool. In 1984 fuseerde de school met de Franse School van Houston en ontstond de Awty International School. Ruim 1500 leerlingen schrijven zich jaarlijks in en dat maakt de Awty International School tot de grootste privéschool in Houston en de op een na grootste internationale school in de Verenigde Staten.
Op 'Awty' werken de meeste vijfde- en zesdeklassers voor het International Baccalaureate. Dit baccalaureaat is van toepassing op de internationale afdeling van de school. De Franse afdeling, ongeveer 30% van de school, volgt de eisen van het Franse baccalaureaat. Naast een diploma voor een van deze beide trajecten krijgen alle geslaagden ook een Amerikaans high school-diploma.

## Opleiding
De vreemde talen die op Awty worden aangeboden zijn Arabisch, Chinees, Nederlands, Frans, Duits , Italiaans, Japans, Noors, Perzisch, Portugees, Russisch en Spaans. Voor de Franse afdeling wordt ook Latijn aangeboden. De leraren komen uit dertig verschillende landen.
Alle leerlingen tot groep acht krijgen basisonderwijs. Daarna wordt elk jaar een ander onderwerp bestudeerd door de leerlingen. Zo heeft elke leerling elk jaar geschiedenis en topografie, maar gaan de lessen over verschillende werelddelen. In de derde klas krijgen de leerlingen les in Amerikaanse geschiedenis en in de vierde leren ze over de Europese geschiedenis. Pas in de vijfde en zesde kiezen zij een richting waar ze in de toekomst mee verder willen.
Naast talen en andere "leervakken", zijn er ook kunstvakken zoals tekenen, fotografie, toneel, dans, koor en muziek. De school vindt deze vakken belangrijk omdat ze "kritisch denken, creatief problemen oplossen, effectieve communicatie en samenwerken" bevorderen.
Er worden verschillende sporten aangeboden in de verschillende seizoenen, zoals atletiek, basketbal, cheerleading, golf, tennis, veldlopen, voetbal, volleybal en zwemmen. Op de high school moet men twee sportcredits halen om een diploma te krijgen.

## Campus
De school is gelegen vlak bij het centrum van Houston op een terrein van 61.000 m². Er zijn ruim driehonderd klaslokalen en enkele computerruimten, speciale lokalen voor natuurwetenschap (laberatoria), twee gymzalen en twee sportvelden.